# Rotterdam Open 2023
Il Rotterdam Open 2023, conosciuto anche con il nome di ABN AMRO Open 2023 per ragioni di sponsorizzazione, è stato un torneo di tennis disputato su campi di cemento indoor. È stata la 50ª edizione del Rotterdam Open, facente parte dell'ATP Tour 500 nell'ambito dell'ATP Tour 2023. Si è giocato alla Rotterdam Ahoy di Rotterdam, nei Paesi Bassi, dal 13 al 19 febbraio 2023.
Proprio in occasione di questa edizione il torneo ha cambiato nome in ABN AMRO Open, abbandonando il precedente ABN AMRO World Tennis Tournament che era in vigore dal 1991.

## Partecipanti al singolare

### Teste di serie
| Nazione   | Giocatore             | Ranking* | Testa di Serie |
| --------- | --------------------- | -------- | -------------- |
| Grecia    | Stefanos Tsitsipas    | 3        | 1              |
| Russia    | Andrej Rublëv         | 5        | 2              |
| Canada    | Félix Auger-Aliassime | 7        | 3              |
| Danimarca | Holger Rune           | 9        | 4              |
| Polonia   | Hubert Hurkacz        | 10       | 5              |
| Russia    | Daniil Medvedev       | 12       | 6              |
| Spagna    | Pablo Carreño Busta   | 15       | 7              |
| Germania  | Alexander Zverev      | 16       | 8              |

* Ranking al 6 febbraio 2023.

### Altri partecipanti
I seguenti giocatori hanno ricevuto una wild card per il tabellone principale:
- Gijs Brouwer
- Tallon Griekspoor
- Tim van Rijthoven

Il seguente giocatore è entrato in tabellone con il ranking protetto:
- Stan Wawrinka

I seguenti giocatori sono passati dalle qualificazioni:

- Constant Lestienne
- Aslan Karacev
- Grégoire Barrère
- Mikael Ymer

Il seguente giocatore è entrato in tabellone come lucky loser:
- Quentin Halys

### Ritiri
Prima del torneo
- Daniel Evans → sostituito da  David Goffin
- Karen Chačanov → sostituito da  Benjamin Bonzi
- Borna Ćorić → sostituito da  Quentin Halys

## Partecipanti al doppio

### Teste di serie
| Nazione     | Giocatore       | Nazione     | Giovatore        | Ranking* | Testa di serie |
| ----------- | --------------- | ----------- | ---------------- | -------- | -------------- |
| Paesi Bassi | Wesley Koolhof  | Regno Unito | Neal Skupski     | 2        | 1              |
| Croazia     | Nikola Mektić   | Croazia     | Mate Pavić       | 15       | 2              |
| Croazia     | Ivan Dodig      | Stati Uniti | Austin Krajicek  | 20       | 3              |
| Regno Unito | Lloyd Glasspool | Finlandia   | Harri Heliövaara | 22       | 4              |

* Ranking aggiornato al 6 febbraio 2023.

### Altri partecipanti
Le seguenti coppie hanno ricevuto una wildcard per il tabellone principale:
- Tallon Griekspoor /  Botic van de Zandschulp
- Petros Tsitsipas /  Stefanos Tsitsipas

La seguente coppia di giocatori è entrata in tabellone usando il ranking protetto:
- Aleksandr Bublik /  Stan Wawrinka

La seguente coppia di giocatori è passata dalle qualificazioni:
- Sander Gillé /  Joran Vliegen

### Ritiri
Prima del torneo
- Karen Chačanov /  Andrej Rublëv → sostituiti da  Fabrice Martin /  Andrej Rublëv

## Punti
| Evento    | V   | F   | SF  | QF | 2T   | 1T | Q  | Q2 | Q1 |
| Singolare | 500 | 300 | 180 | 90 | 45   | 0  | 20 | 10 | 0  |
| Doppio    | 500 | 300 | 180 | 90 | N.D. | 0  | 45 | 25 | 0  |

## Montepremi
| Evento    | V        | F        | SF       | QF      | 2T      | 1T      | Q2     | Q1     |
| Singolare | €387,940 | €208,730 | €111,245 | €56,835 | €30,345 | €16,180 | €8,295 | €4,650 |
| Doppio*   | €127,440 | €67,960  | €34,380  | €17,190 | €8,900  | N.D.    | N.D.   | N.D.   |

* per team

## Campioni

### Singolare
Daniil Medvedev ha sconfitto in finale  Jannik Sinner con il punteggio di 5-7, 6-2, 6-2.
• È il sedicesimo titolo in carriera per Medvedev, il primo della stagione.

### Doppio
Ivan Dodig /  Austin Krajicek hanno sconfitto in finale  Rohan Bopanna /  Matthew Ebden con il punteggio di 7–6(5), 2-6, [12-10].